# Immenhäuser Gutenberg-Bibel

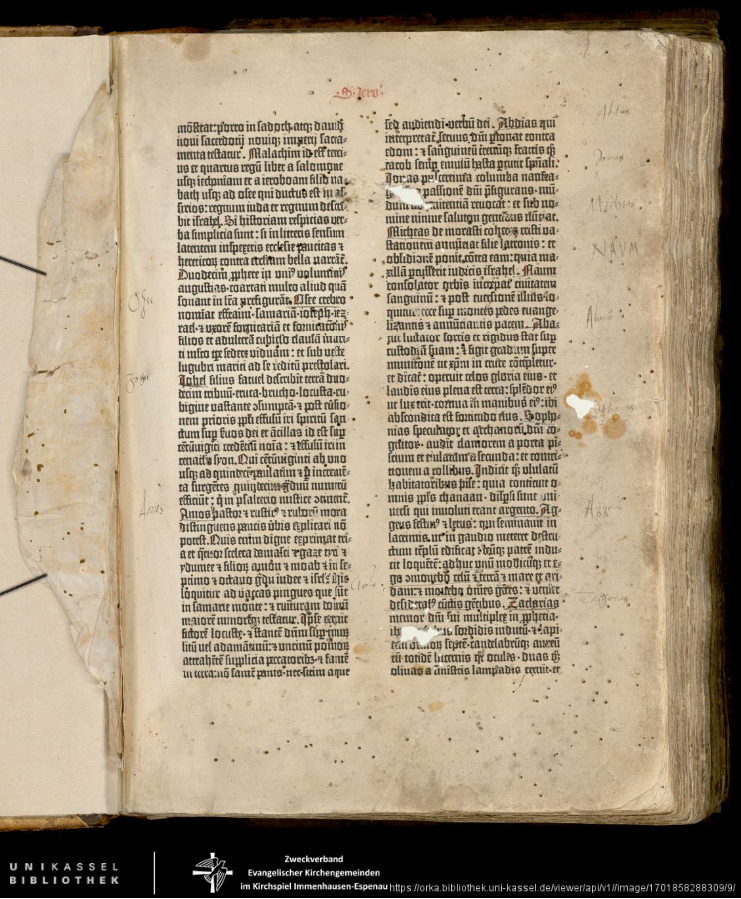
Erste erhaltene Textseite

Die Immenhäuser Gutenberg-Bibel ist ein Buchdruckerzeugnis des Buchdruckers Johannes Gutenberg und ein Exemplar der auch als B-42 bekannten Gutenberg-Bibel (1452/54), der berühmtesten Inkunabel.

## Inkunabel
Die Immenhäuser Gutenberg-Bibel wurde 1958 auf dem Dachboden des damaligen Immenhäuser Pfarrhauses, heute als Haus Danis bekannt, entdeckt. 1975 wurde die Bibel wissenschaftlich untersucht und als Druckerzeugnis Johannes Gutenbergs aus der Zeit zwischen 1452 und 1454 identifiziert. Die Inkunabel ist ein Papier-Exemplar des Alten Testaments. Seit 1978 wird die Immenhäuser Gutenberg-Bibel in der Kasseler Murhardschen Bibliothek aufbewahrt.

## Geschichte
Die Bibel gehörte ursprünglich dem Mainzer Karmeliterkloster, später dem Kloster Marienhof in Immenhausen. Im 16. Jahrhundert war sie im Besitz des in Immenhausen predigenden Reformators Bartholomaeus Rieseberg, der handschriftliche Notizen hinterließ. Seit dem 16. Jahrhundert ist sie Eigentum der evangelischen Kirchengemeinde Immenhausen.